# Autostrada A12 (Polen)
Die Autostrada A12 war eine Autobahn in Polen. Sie verlief bis 2001 auf einer Länge von 17 Kilometern in der polnischen Woiwodschaft Niederschlesien und ist heute in der A4 und A18 aufgegangen.

## Verlauf
Die A12 bildete die westliche Fortsetzung der Autobahn A4 ab der Anschlussstelle Krzywa, an der die damalige Nationalstraße 4 in Richtung Zgorzelec von der Autobahn abzweigte.
Die A12 verlief von Krzywa in nordwestlicher Richtung über Krzyżowa und Lipiany bis zur Anschlussstelle Golnice, wo sie in die Nationalstraße 18 in Richtung Olszyna überging.

## Geschichte
Im Jahr 2001 erhielt die A12 zunächst in ihrer gesamten Länge die neue Bezeichnung Autobahn A18, analog zur in nordwestlicher Richtung anschließenden Nationalstraße 18. Mit der Fertigstellung der A4 zwischen Krzyżowa und Zgorzelec wurde der östliche Abschnitt der ehemaligen A12 zwischen Krzywa und Krzyżowa Teil der nun durchgehenden A4, während der westliche Abschnitt zwischen Krzyżowa und Golnice weiterhin die Bezeichnung A18 trägt, die künftig bis zur deutschen Grenze bei Olszyna führen wird.
Die Trasse der späteren A12 war bereits vor dem Zweiten Weltkrieg als Teil der geplanten Reichsautobahn Berlin-Beuthen im damals deutschen Schlesien angelegt worden. Zwischen der Anschlussstelle Golnice (damals Anschlussstelle Groß Gollnisch) und der Anschlussstelle Lipiany (damals Anschlussstelle Linden) war die Autobahn mit einer Fahrbahn, zwischen Lipiany und der Anschlussstelle Krzywa (damals Anschlussstelle Kreibau) mit zwei Fahrbahnen fertiggestellt.